# Tai Phong
Tai Phong là một ban nhạc Progressive rock Pháp được hình thành bởi Khánh Mai (guitar, hát chính) và Tài Sinh (bass, guitar, keyboard và hát), hai anh em gốc Việt Nam, vào năm 1975. Sau đó, ban nhạc có sự tham gia của Jean-Alain Gardet (keyboards), Stephan Caussarieu (trống, bộ gõ) và Jean-Jacques Goldman (guitar, violon và hát). Jean-Jacques Goldman sau này nổi lên như một nhạc sĩ đa năng và đoạt giải thưởng Grammy
Họ phát hành ba album giữa năm 1975 và 1979: Tài Phong (1975), Windows (1976) và Last Flight (1979). Sister Jane, đĩa đơn đầu tiên trích từ album đầu tiên của họ, đã trở thành hit.
Ban nhạc tái hợp vào năm 2000 với Khanh Mai và Stephan Caussarieu. Họ có sự tham gia của Hervé Acosta (giọng hát) và Angelo Zarzuelo (keyboard).

## Dĩa hát
- 1975: Taï Phong
- 1976: Windows
- 1979: Last Flight
- 2000: Sun
- 2013: The Return of Samurai